# آلباتروس (فیلم)
آلباتروس (انگلیسی: Albatross) فیلمی در ژانر درام و کمدی-درام است که در سال ۲۰۱۱ منتشر شد. از بازیگران آن می‌توان به جسیکا براون فیندلی، سباستیان کخ، جولیا اورموند، فلیسیتی جونز، و پیتر وان اشاره کرد.